# モンタナ・キング・ラムゼイ

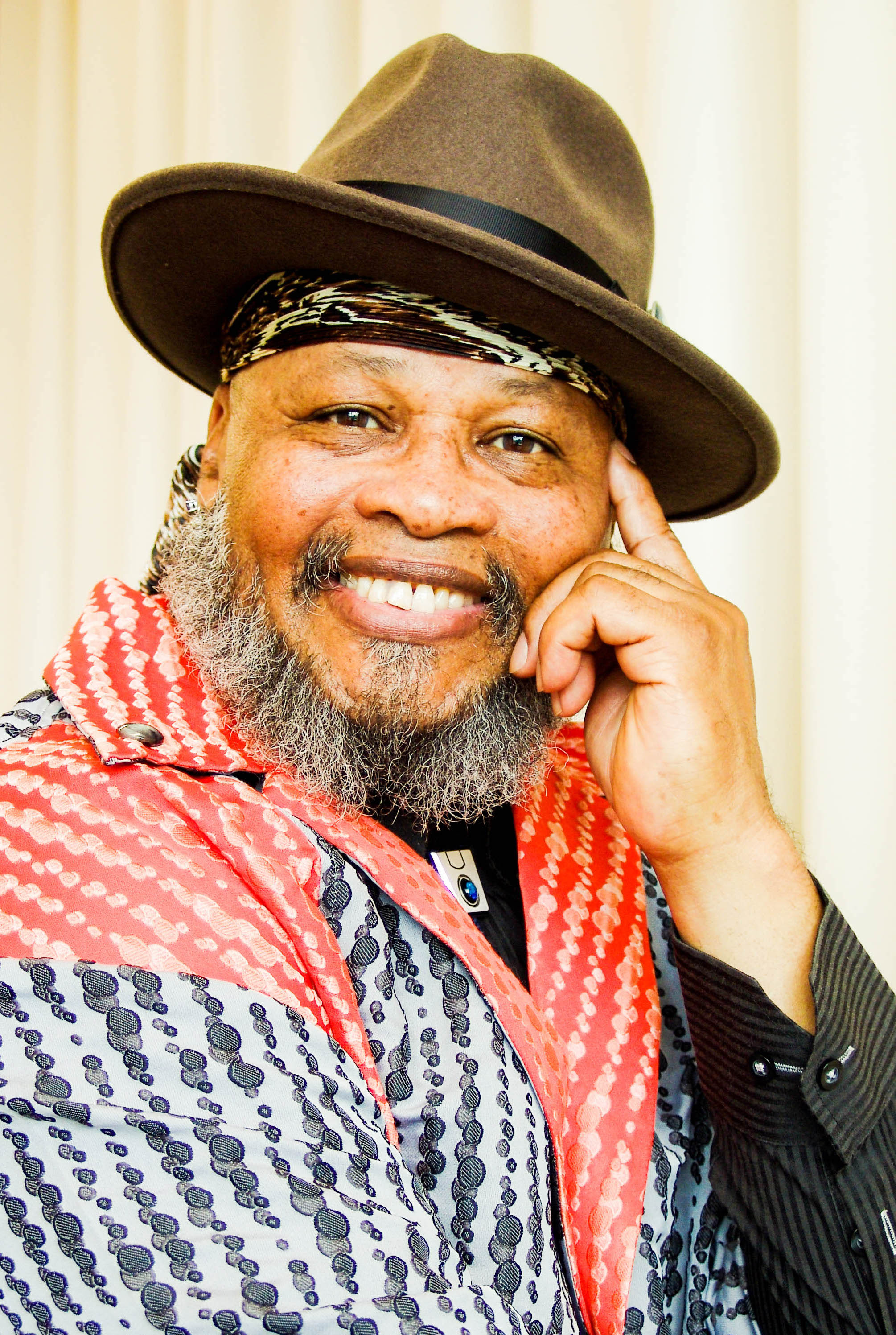
Montana King

モンタナ・キング・ラムゼイ（Montana King Ramsey）は、アメリカ合衆国出身のパーカッショニスト・ボーカリスト・ヴォイス クリエーター・ヴォイストレーナー・ヒーリングミュージックセラピスト・音楽講師。現在は日本を拠点に活躍中。

## 人物
アメリカ・フロリダ州出身。ブラックインディアンでゴスペルシンガーの母と、カリブ・ウエストインディーズ出身の父から、音楽的に影響を受け育つ。
フィラデルフィアでフリーランスパーカショニストとして1975年より活動。 愛と非暴力の人権闘争・リーダーとして立ち上がった、マーティン・ルーサー・キング・ジュニアは、ブルースシンガーだった祖父の甥（母の従兄弟）にあたる。そしてモンタナも同じ平和と調和を願う気持ちで、音楽を通してスピリッツを伝える活動を行っている。 又、ブルース界の巨人B.B.キングも母方の親戚にあたる。
ベルリンに1998年に招聘され3年間演奏活動をした後、来日。
国立音楽院講師（ヴォーカル・パーカッション・ダンス・ミュージックセラピー・エンターテイメント）
Montana King Music Scool 講師（ゴスペル・ヴォイストレーニング・心のヒーリング・リズム） 
ヒーリング音楽では、カリンバを使った独自の”ヒーリングカリンバ”の演奏で好評を博す。又、ヴォイスクリエーターとして、演劇公演で声などを使った効果音で雰囲気を醸し出し好評を博す。又、パーカッショニスト・ボーカリストとして精力的に演奏活動を行っている他、障害に苦しむ人達を励まし音楽を通して治療を行なっている。
「人と人の間にハーモニーを創造し、心を開く私の音楽は、良薬です。希望と勇気のエネルギーを送り続けます」と語る。